# Chris Lytle
Chris Scott Lytle (Indianapolis, 18 de agosto de 1974) é um lutador aposentado de artes marciais mistas e boxe. Ele é veterano do Ultimate Fighting Championship, onde participou do reality show The Ultimate Fighter: The Comeback. Apesar de ser mais conhecido por lutar no UFC, Lytle também competiu no WEC, Pancrase, Cage Rage e IFC. Ele também foi Campeão Meio Médio Mundial do Cage Rage. Em sua carreira no MMA e boxe, Lytle nunca foi nocauteado ou finalizado, apesar de ter perdido por nocaute técnico por interrupção médica e corte no MMA.

## Começo da vida
Lytle nasceu em Indianapolis, Indiana e se formou na Southport High School em 1993. Na Southport, ele foi um membro ativo da equipe de wrestling. Na verdade, até hoje, ele ainda participa dos treinos na Southport High School com a equipe de wrestling, o trenador Petty e treinador Dildine. Lytle participou da Universidade de Indiana, onde ele obteve uma licenciatura em Gestão de Esportes.

## Carreira no MMA
Lytle começou a treinar para lutar em 1998, dizendo era algo para mantê-lo ativo. Ele treina a tempo parcial fora de seu trabalho regular como bombeiro, frequentando academias de cada disciplina, em vez de uma academia de MMA. Ele teve manteve títulos no Hook N' Shoot e Absolute Fighting Championship e venceu o Título Meio Médio Mundial do Cage Rage. Ele se tornou o Campeão de 175 lb de Boxe de Indiana, dizendo, "Até o final do ano (2004), eu acho que terei mais alguns títulos menores no boxe."
Em 2006 Lytle participou do The Ultimate Fighter 4 na Spike, onde ele derrotou Pete Spratt e Din Thomas em lutas de exibição para avançar a final dos meio médios. Em 11 de Novembro, Matt Serra derrotou Lytle por decisão dividida no The Ultimate Fighter 4 Finale. Lytle foi mais ativo em pé, com Serra amarrando e usando pisões nos pés antes de conseguir quedas, até o momento que ele se tornou o lutador mais ativo, com Lytle segurando na guarda e aparentemente esperando o árbitro colocar a luta em pé. Dois jurados marcaram a luta 30–27 para Serra e um jurado marcou 30–27 para Lytle, mas apesar das pontuações a luta foi muito apertada.
Ele perdeu para o Campeão Meio Médio do UFC Matt Hughes em 3 de Março no UFC 68 em Columbus, Ohio por decisão unânime.
Lytle lutou contra Jason Gilliam no UFC 73 em 7 de Julho de 2007. Lytle controlou o ritmo da luta no primeiro round e eventualmente levou Gilliam para o chão. Lytle trabalhou na posição por cima, e eventualmente encaixou um triângulo invertido por cima. Para selar, ele encaixou uma chave de braço invertida no braço livre de Gilliam, forçando-o a bater.
No United Fight League em 11 de Agosto de 2007, Lytle derrotou Matt Brown por finalização com uma guilhotina no segundo round.
Chris depois perdeu par Thiago Alves no UFC 78 por uma controversa interrupção médica devido a um corte no fim do segundo round. Muitos fãs vaiaram, já que o corte estava embaixo do olho e relativamente pequeno. Normalmente os árbitros param as lutas quando o sangue entra no olho ou impede a visão.
Lytle derrotou Kyle Bradley no UFC 81 por nocaute aos 33 segundos do primeiro round. Em uma entrevista após a luta, Lytle disse que ele tinha uma nova visão sobre a luta; ele deixaria de fazer uma luta "técnica demais" em todas as lutas, mas iria entrar em sua próxima luta e "não teria medo de perder."
Em 5 de Julho de 2008 no UFC 86, Lytle perdeu para Josh Koscheck em uma luta pela chance de disputar o Cinturão Meio Médio do UFC. Koscheck usou um efetivo ground and pound para abrir grandes cortes na face de Lytle e venceu por decisão.
A próxima luta de Lytle foi contra o britânico Paul Taylor no UFC 89 em 18 de Outubro de 2008 em Birmingham, Inglaterra. Lytle venceu por decisão unânime. Dois jurados marcaram 29–28 e um 30–27. A decisão resultou em diversas vaias e Taylor ficou surpreso em premiarem Lytle com a decisão.
A próxima luta de Lytle foi em 17 de Janeiro de 2009, contra Marcus Davis no UFC 93. Ambos lutadores são ex-boxers e discutiam uma luta entre eles no futuro desde o começo de 2008. Lytle pediu por Davis após sua vitória no UFC 89. Ele sugeriu que a luta acontecesse na Irlanda, onde Davis tem grande torcida devido a sua ascendência irlandesa. Levando-os até o evento, ambos lutadores prometeram ficar em pé e trocar golpes a luta inteira, sem usar o grappling. Lytle conseguiu atordoar Davis diversas vezes, mas Davis usou seu footwork superior, contragolpes, e chutes para vencer por decisão dividida. A luta ganhou o prêmio de Luta da Noite junto com o co-evento principal Coleman/Rua, dando à Lytle o bônus de $40,000.
Lytle novamente ganhou o prêmio de Luta da Noite no The Ultimate Fighter 9 Finale, derrotando Kevin Burns, Lytle recebeu o prêmio de $25,000 junto com Diego Sanchez, Clay Guida, Joe Stevenson e Nate Diaz, que também ganharam o prêmio de Luta da Noite. Ele era esperado para enfrentar Carlos Condit em 16 de Setembro de 2009 no UFC Fight Night: Diaz vs. Guillard, mas foi obrigado a se retirar da luta com uma lesão no joelho.
Lytle era esperado para enfrentar Dong Hyun Kim em 21 de Fevereiro de 2010 no UFC 110. Essa luta foi cancelada após Kim lesionar o joelho. Lytle continuou no card e enfrentou Brian Foster no UFC 110 e saiu vitorioso com uma finalização no primeiro round.
Lytle derrotou Matt Brown em 3 de Julho de 2010 no UFC 116 por finalização em uma revanche de 2007. A finalização foi muito técnica e foi forte concorrente ao prêmio de Finalização da Noite, mas o prêmio foi dado à Lesnar por surpreender com um  triângulo de braço para vencer Carwin. Apesar de não receber um bônus oficial, Lytle foi depois premiado com um bônus desconhecido.
Lytle enfrentou o ex-Campeão Meio Médio Matt Serra em 25 de Setembro de 2010 no UFC 119 em uma revanche da luta de 2006 no The Ultimate Fighter 4 Finale, ele venceu por decisão unânime.
Lytle era esperado para enfrentar Carlos Condit em 27 de Fevereiro de 2011 no UFC 127. Porém, Condit foi forçado a se retirar da luta com uma lesão no joelho e foi substituído pelo estreante no UFC Brian Ebersole. Lytle foi derrotado por Ebersole por decisão unânime, novamente ganhando o prêmio de Luta da Noite.
Lytle enfrentou o ex-desafiante ao Cinturão Dan Hardy em 14 de Agosto de 2011 no UFC Live: Hardy vs. Lytle. Chris Lytle disse na pesagem que ele iria se aposentar após a luta, independente do resultado.  A respeito de sua aposentadoria, Chris disse "“Eu sinto como se eu não estivesse sendo o pai que eu quero. Eu tenho quatro filhos e muitas vezes eu sinto um imenso sentimento de culpa por não estar lá em horas que eu deveria.” Lytle derrotou Hardy por finalização no terceiro round após estar bem superior usando seu boxe, fechando assim sua carreira no MMA com uma vitória e um recorde de 10-10 no UFC. Lytle ganhou mais um Luta da Noite e Finalização da Noite, e ganhou uma motocicleta 2012 Softail Blackline da Harley Davidson pela performance.

## Vida Pessoal
Lytle atualmente mora em New Palestine, Indiana, é casado com Kristin e tem quatro filhos. Ele trabalha em tempo integral como  bombeiro no Corpo de Bombeiros de Indianapolis em adicional de sua carreira de lutador. Ele concorreu par o Senado Estadual de Indiana no Distrito 28 em 2012, mas perdeu.

## Campeonatos e realizações

### Artes marciais mistas
- Ultimate Fighting Championship
  - Primeiro lutador a ganhar o bônus de Luta, Finalização e Nocaute da Noite.
  - Luta da Noite (Seis vezes)
  - Finalização da Noite (Três vezes)
  - Nocaute da Noite (Uma vez)

- Cage Rage
  - Campeão Meio Médio Mundial do Cage Rage (Uma vez)

- Sherdog
  - All-violence First Team de 2010[4]

### Boxe
- Associação de Boxe de Indiana
  - Título Meio Pesado da Associação Atlética de Boxe de Indiana (Uma vez)[5]
  - Duas defesas de título com sucesso

## Cartel no MMA
| Cartel no MMA   |             |             |
| 54 lutas        | 31 vitórias | 18 derrotas |
| Por nocaute     | 3           | 2           |
| Por finalização | 22          | 0           |
| Por decisão     | 6           | 16          |
| Empates         | 5           | 5           |

| Res.    | Cartel  | Oponente           | Método                                      | Evento                                             | Data       | Round | Tempo | Local                         | Notas                                            |
| ------- | ------- | ------------------ | ------------------------------------------- | -------------------------------------------------- | ---------- | ----- | ----- | ----------------------------- | ------------------------------------------------ |
| Vitória | 31–18–5 | Dan Hardy          | Finalização (guilhotina)                    | UFC Live: Hardy vs. Lytle                          | 14/08/2011 | 3     | 4:16  | Milwaukee, Wisconsin          | Luta & Finalização da Noite.                     |
| Derrota | 30–18–5 | Brian Ebersole     | Decisão (unânime)                           | UFC 127: Penn vs. Fitch                            | 27/02/2011 | 3     | 5:00  | Sydney                        | Luta da Noite.                                   |
| Vitória | 30–17–5 | Matt Serra         | Decisão (unânime)                           | UFC 119: Mir vs. Cro Cop                           | 25/09/2010 | 3     | 5:00  | Indianapolis, Indiana         |                                                  |
| Vitória | 29–17–5 | Matt Brown         | Finalização (triângulo invertido)           | UFC 116: Lesnar vs. Carwin                         | 03/07/2010 | 2     | 2:02  | Las Vegas, Nevada             |                                                  |
| Vitória | 28–17–5 | Brian Foster       | Finalização (chave de joelho)               | UFC 110: Nogueira vs. Velasquez                    | 21/02/2010 | 1     | 1:41  | Sydney                        | Finalização da Noite.                            |
| Vitória | 27–17–5 | Kevin Burns        | Decisão (unânime)                           | The Ultimate Fighter 9 Finale                      | 20/06/2009 | 3     | 5:00  | Las Vegas, Nevada             | Luta da Noite.                                   |
| Derrota | 26–17–5 | Marcus Davis       | Decisão (dividida)                          | UFC 93: Franklin vs. Henderson                     | 17/01/2009 | 3     | 5:00  | Dublin                        | Luta da Noite.                                   |
| Vitória | 26–16–5 | Paul Taylor        | Decisão (unânime)                           | UFC 89: Bisping vs. Leben                          | 18/10/2008 | 3     | 5:00  | Birmingham                    | Luta da Noite.                                   |
| Derrota | 25–16–5 | Josh Koscheck      | Decisão (unânime)                           | UFC 86: Jackson vs. Griffin                        | 05/07/2008 | 3     | 5:00  | Las Vegas, Nevada             |                                                  |
| Vitória | 25–15–5 | Kyle Bradley       | Nocaute Técnico (socos)                     | UFC 81: Breaking Point                             | 02/02/2008 | 1     | 0:33  | Las Vegas, Nevada             | Nocaute da Noite.                                |
| Derrota | 24–15–5 | Thiago Alves       | Nocaute Técnico (interrupção médica)        | UFC 78: Validation                                 | 17/11/2007 | 2     | 5:00  | Newark, New Jersey            | Luta da Noite.                                   |
| Vitória | 24–14–5 | Matt Brown         | Finalização (guilhotina)                    | UFL: Fight Night at Conseco Fieldhouse             | 11/08/2007 | 2     | 2:49  | Indianapolis, Indiana         |                                                  |
| Vitória | 23–14–5 | Jason Gilliam      | Finalização (triângulo com kimura)          | UFC 73: Stacked                                    | 07/07/2007 | 1     | 2:15  | Sacramento, California        | Finalização da Noite.                            |
| Derrota | 22–14–5 | Matt Hughes        | Decisão (unânime)                           | UFC 68: The Uprising                               | 03/03/2007 | 3     | 5:00  | Columbus, Ohio, United States |                                                  |
| Derrota | 22–13–5 | Matt Serra         | Decisão (dividida)                          | The Ultimate Fighter 4 Finale                      | 11/11/2006 | 3     | 5:00  | Las Vegas, Nevada             | Perdeu o TUF 4 no Peso Meio Médio.               |
| Vitória | 22–12–5 | Ross Mason         | Finalização (mata leão)                     | Cage Rage 15: Adrenalin Rush                       | 04/02/2006 | 2     | 4:57  | London                        | Ganhou o Título Meio Médio Mundial do Cage Rage. |
| Vitória | 21–12–5 | Savant Young       | Finalização (cotoveladas)                   | WEC 18: Unifinished Business                       | 13/01/2006 | 1     | 3:50  | Lemoore, California           |                                                  |
| Derrota | 20–12–5 | Joe Riggs          | Nocaute Técnico (corte)                     | UFC 55: Fury                                       | 07/10/2005 | 2     | 2:00  | Uncasville, Connecticut       |                                                  |
| Vitória | 20–11–5 | Brian Dunn         | Nocaute Técnico (socos)                     | Legends of Fighting                                | 13/08/2005 | 1     | 2:03  | Franklin, Indiana             |                                                  |
| Vitória | 19–11–5 | Pat Healy          | Decisão (dividida)                          | WEC 15: Judgement Day                              | 19/05/2005 | 3     | 5:00  | Lemoore, California           |                                                  |
| Derrota | 18–11–5 | Karo Parisyan      | Decisão (unânime)                           | UFC 51: Super Saturday                             | 05/02/2005 | 3     | 5:00  | Las Vegas, Nevada             |                                                  |
| Vitória | 18–10–5 | J.T. Taylor        | Finalização (estrangulamento com antebraço) | WEC 12: Halloween Fury 3                           | 21/10/2004 | 1     | 2:53  | Lemoore, California           |                                                  |
| Vitória | 17–10–5 | Ronald Jhun        | Finalização (guilhotina)                    | UFC 49: Unfinished Busniess                        | 21/08/2004 | 2     | 1:17  | Las Vegas, Nevada             |                                                  |
| Vitória | 16–10–5 | Tiki Ghosn         | Finalização (bulldog choke)                 | UFC 47: It's On!                                   | 02/04/2004 | 2     | 1:55  | Las Vegas, Nevada             |                                                  |
| Vitória | 15–10–5 | Pete Spratt        | Finalização (mata leão)                     | RSF: Shooto Challenge 2                            | 02/01/2004 | 1     | 0:46  | Belleville, Illinois          |                                                  |
| Derrota | 14–10–5 | Robbie Lawler      | Decisão (unânime)                           | UFC 45: Revolution                                 | 21/11/2003 | 3     | 5:00  | Uncasville, Connecticut       |                                                  |
| Vitória | 14–9–5  | Derrick Noble      | Finalização (mata leão)                     | RSF: Shooto Challenge                              | 03/10/2003 | 2     | 2:04  | Belleville, Illinois          |                                                  |
| Vitória | 13–9–5  | Chatt Lavender     | Finalização Técnica (triângulo)             | Absolute Fighting Championships 5                  | 05/09/2003 | 1     | 0:55  | Fort Lauderdale, Florida      |                                                  |
| Vitória | 12–9–5  | LaVerne Clark      | Decisão (unânime)                           | Battleground 1: War Cry                            | 19/07/2003 | 3     | 5:00  | Chicago, Illinois             |                                                  |
| Derrota | 11–9–5  | Koji Oishi         | Decisão (dividida)                          | Pancrase: Hybrid 4                                 | 12/04/2003 | 3     | 5:00  | Tóquio                        |                                                  |
| Vitória | 11–8–5  | Aaron Riley        | Nocaute (soco)                              | HOOKnSHOOT: Boot Camp 1.1                          | 08/03/2003 | 1     | 3:31  | Evansville, Indiana           |                                                  |
| Derrota | 10–8–5  | Izuru Takeuchi     | Decisão (majoritária)                       | Pancrase: Spirit 9                                 | 21/12/2002 | 3     | 5:00  | Tóquio                        |                                                  |
| Vitória | 10–7–5  | Yuji Hoshino       | Finalização (triângulo)                     | Pancrase: Spirit 7                                 | 29/10/2002 | 1     | 2:09  | Tóquio                        |                                                  |
| Derrota | 9–7–5   | Nick Diaz          | Decisão (dividida)                          | IFC Warriors Challenge 17                          | 12/07/2002 | 3     | 5:00  | Porterville, California       |                                                  |
| Vitória | 9–6–5   | Kazuo Misaki       | Decisão (unânime)                           | Pancrase - Proof 7                                 | 01/12/2001 | 3     | 5:00  | Yokohama                      |                                                  |
| Vitória | 8–6–5   | Jake Ambrose       | Finalização (mata leão)                     | Cage Rage 2                                        | 14/04/2001 | 1     | 1:49  | Kokomo, Indiana               |                                                  |
| Empate  | 7–6–5   | Dave Strasser      | Empate                                      | Reality Submission Fighting 3                      | 30/03/2001 | 1     | 18:00 | Illinois                      |                                                  |
| Empate  | 7–6–4   | Nick Hide          | Empate                                      | Circle City Challenge                              | 03/02/2001 | 3     | 5:00  | Indianapolis, Indiana         |                                                  |
| Vitória | 7–6–3   | Beaver Beaver      | Finalização (mata leão)                     | Bad Boy Competition                                | 24/11/2000 | 1     | 2:18  | Estados Unidos                |                                                  |
| Vitória | 6–6–3   | Mike Haltom        | Finalização (socos)                         | Bad Boy Competition                                | 24/11/2000 | 1     | 3:41  | Estados Unidos                |                                                  |
| Derrota | 5–6–3   | Ben Earwood        | Decisão (unânime)                           | UFC 28: High Stakes                                | 17/11/2000 | 2     | 5:00  | Atlantic City, New Jersey     |                                                  |
| Derrota | 5–5–3   | Shonie Carter      | Decisão (unânime)                           | Pancrase - 2000 Anniversary Show                   | 24/09/2000 | 3     | 3:00  | Yokohama                      |                                                  |
| Vitória | 5–4–3   | Taro Obata         | Finalização (triângulo de braço)            | Pancrase - Trans 5                                 | 23/07/2000 | 1     | 2:56  | Tóquio                        |                                                  |
| Derrota | 4–4–3   | Daisuke Ishii      | Decisão (unânime)                           | Pancrase - Trans 4                                 | 26/06/2000 | 1     | 10:00 | Tóquio                        |                                                  |
| Vitória | 4–3–3   | CJ Fernandes       | Finalização (triângulo)                     | HOOKnSHOOT: Double Fury 1                          | 17/03/2000 | 1     | 3:54  | Estados Unidos                |                                                  |
| Derrota | 3–3–3   | Keiichiro Yamamiya | Decisão (unânime)                           | Pancrase - Trans 1                                 | 23/01/2000 | 1     | 10:00 | Tóquio                        |                                                  |
| Empate  | 3–2–3   | Ikuhisa Minowa     | Empate                                      | Pancrase - Breakthrough 11                         | 18/12/1999 | 1     | 15:00 | Yokohama                      |                                                  |
| Derrota | 3–2–2   | Dave Menne         | Decisão (unânime)                           | Extreme Challenge 29                               | 13/11/1999 | 2     | 5:00  | Hayward, Wisconsin            |                                                  |
| Vitória | 3–1–2   | Luke Pedigo        | Finalização (guilhotina)                    | HOOKnSHOOT: Millennium                             | 06/11/1999 | 1     | 1:57  | Estados Unidos                |                                                  |
| Empate  | 2–1–2   | Takafumi Ito       | Empate                                      | Pancrase - 1999 Neo-Blood Tournament Opening Round | 01/08/1999 | 2     | 3:00  | Tóquio                        | 1° Round do Torneio.                             |
| Derrota | 2–1–1   | Jason DeLucia      | Decisão (majoritária)                       | Pancrase - Breakthrough 7                          | 06/06/1999 | 1     | 10:00 | Tóquio                        |                                                  |
| Vitória | 2–0–1   | Daisuke Watanabe   | Finalização (chave de braço)                | Pancrase - Breakthrough 6                          | 11/06/1999 | 1     | 5:30  | Tóquio                        |                                                  |
| Empate  | 1–0–1   | Osami Shibuya      | Empate                                      | Pancrase - Breakthrough 4                          | 18/04/1999 | 1     | 15:00 | Yokohama                      |                                                  |
| Vitória | 1–0     | Bo Hershberger     | Finalização (socos)                         | Neutral Grounds 10                                 | 13/02/1999 | 1     | 11:33 | Muncie, Indiana               |                                                  |